# Leandro Antonetti
Leandro Antonetti López (ur. 13 stycznia 2003 w Murcji) – portorykański piłkarz grający na pozycji napastnika w klubie Sevilla Atlético oraz reprezentacji Portoryka.

## Kariera
Karierę rozpoczynał w juniorskim zespole CD Lugo. W seniorskiej drużynie zadebiutował 20 maja 2022 w meczu Segunda División z Realem Saragossa. W 2024 trafił do Sevilli Atlético, czyli młodzieżowego zespołu Sevilli FC. W dorosłym zespole w La Lidze zadebiutował 25 stycznia 2025 w zremisowanym 1-1 meczu z Espanyolem.
W dorosłej reprezentacji Portoryka zadebiutował 9 czerwca 2022 w meczu z Kajmanami w ramach Ligi Narodów CONCACAF 2022/23. Pierwszą bramkę w kadrze zdobył 23 marca 2023 przeciwko Brytyjskim Wyspom Dziewiczym.